# Tilapia cameronensis
Tilapia cameronensis är en fiskart som beskrevs av Holly 1927. Tilapia cameronensis ingår i släktet Tilapia och familjen Cichlidae. IUCN kategoriserar arten globalt som livskraftig. Inga underarter finns listade i Catalogue of Life.